# Stefania tamacuarina
Stefania tamacuarina es una especie de anfibio anuro de la familia Hemiphractidae.

## Distribución geográfica
Esta especie habita entre los 1160 y 1270 m de altitud en el pico Tamacuari en la Sierra Tapirapecó en la frontera entre los estados de Amazonas en Venezuela y Amazonas en Brasil.

## Descripción
El holotipo femenino mide 50 mm.

## Etimología
El nombre de su especie le fue dado en referencia al lugar de su descubrimiento, el pico Tamacuari.

## Publicación original
- Myers & Donnelly, 1997 : A tepui herpetofauna on a granitic mountain (Tamacuari) in the borderland between Venezuela and Brazil : report from the Phipps Tapirapecó Expedition. American Museum Novitiates, n.º 3213, p. 1–71[5]